# Возвращаемое почтовое отправление

Это письмо было преднамеренно отправлено по вымышленному адресу с целью проверки, возвратит ли его почтовая администрация Мальты отправителю

Возвращаемое почтовое отправление, или нерозданное почтовое отправление (англ. dead letter mail), — почтовое отправление, которое невозможно доставить адресату или которое возвращается отправителю.

## Описание

### Зарубежный опыт
Обычно недоставка и возврат почтового отправления происходит по причине несоблюдения почтовых правил, неполного указания адреса и обратного адреса или невозможности досылки, когда и адресат, и отправитель выбыли до того, как почтовое отправление было доставлено. В основном, с опорой на британскую модель, сложившуюся в конце XVIII века, многие страны выработали аналогичные системы обработки нерозданной почты.
Распространённый в англоязычных странах термин «dead mail» («мёртвая почта»), возможно, не точен, поэтому ряд таких стран предпочли использовать термин «undeliverable mail» («недоставляемая почта»), поскольку он более чётко отражает статус отправления, пересылка которого оказалась невозможной. В связи с тем, что отделы нерозданных почтовых отправлений являются внутренними структурными подразделениями в составе почтовых администраций, информации о них публиковалось мало. В последнее время на английском языке на эту тему появилось несколько статей в журналах и вышла, по меньшей мере, одна книга (в Канаде).
Отнесение к нерозданным почтовым отправлениям — один из редких примеров, когда почтовым служащим разрешается нарушить тайну переписки, якобы в поисках подсказок о месте отправления или назначения почтового отправления. Государства также разрабатывают правила уничтожения нерозданных почтовых отправлений, особенно в случаях, когда в них содержатся ценности. Удивительно, но в нерозданной почте были обнаружены некоторые очень ценные предметы, к примеру, похищенная картина кисти Марка Шагала, которая была найдена в центре сортировки почты Почтовой службы США в Топике.

### Российский опыт

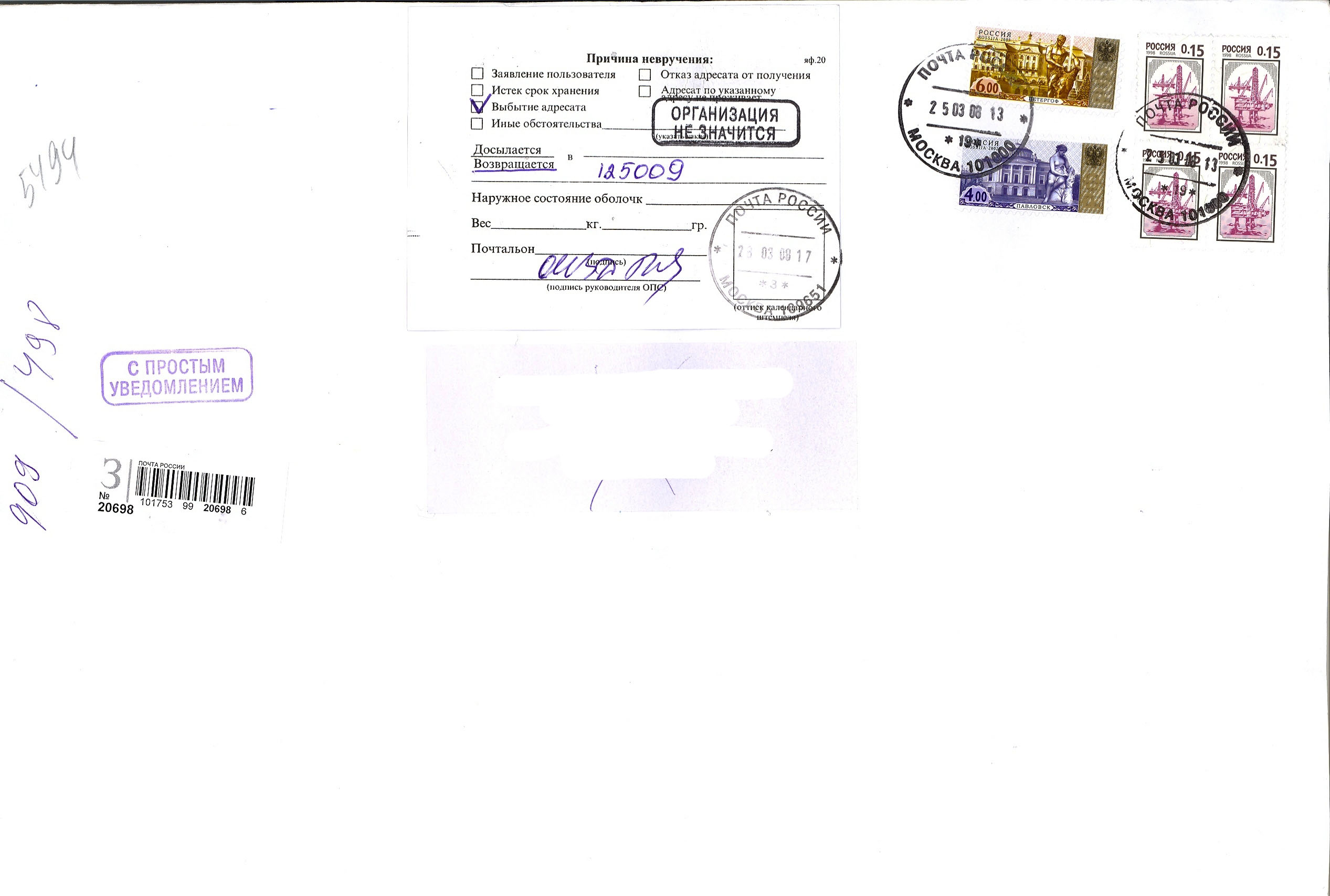
Конверт с ярлыком невручения, форма ЯФ20. Почта России, 2008

В практике российской почты используются следующие понятия:
«Невостребованное почтовое отправление» — почтовое отправление, которое оказалось невозможным доставить (вручить) адресату, а по возвращении по обратному адресу — и отправителю, либо почтовое отправление из числа нерозданных после его вскрытия и неустановления адресных данных адресата и отправителя.

«Нерозданное почтовое отправление» — почтовое отправление, которое оказалось невозможным доставить (вручить) адресату и ввиду отсутствия адресных данных возвратить отправителю.
Порядок обработки подобных отправлений в отделениях связи регламентируется соответствующими внутриведомственными правилами, утверждаемыми на основе федерального закона и международных конвенций.

## Виды отметок о возврате
Порядок обработки возвращаемых почтовых отправлений, как правило, регламентирован почтовыми правилами, действующими в конкретной стране. И хотя цель у всех наносимых отметок одна, способы различны:
- надписи от руки,
- специальные «oбратные марки»,
- почтовые штампы,
- почтовые ярлыки,
- наклейки, напечатанные самой компанией адресата.

## Филателистические аспекты
Можно ожидать, что с ростом коллекционирования и изучения почтовых пометок (например, обратных штемпелей) таких отделов, объём литературы по этой малоизученной теме будет расти. Многие страны, включая Канаду и США, выпустили специальные виньетки (обратные марки) для конвертов, которые прошли через отдел нерозданных почтовых отправлений. Коллекционерами высоко ценятся прошедшие почту почтовые отправления нефилателистического характера, хотя негашёные виньетки зачастую относительно обычны, поскольку не имеют почтовой ценности.
Люди, интересующиеся работой почты по всему миру, иногда специально посылают письма по вымышленным адресам по всему миру, чтобы посмотреть, возвратит ли почтовое ведомство какой-нибудь конкретной страны почтовое отправление отправителю. Коллекционеры почтовых штемпелей также прибегают к этому способу, чтобы заполучить необычные почтовые пометки, которые редко встречаются в обычной почте.